# Avigdor Arikha
Avigdor Arikha (în ebraică:אביגדור אריכא , născut Victor Dlugacz, n. 28 aprilie 1929, Rădăuți, Rădăuți, România – d. 29 aprilie 2010, Paris, Île-de-France, Franța) a fost un pictor, desenator, gravor, ilustrator de cărți și istoric al artelor israelian - francez, evreu originar din România.

## Copilăria în Bucovina
Avigdor Arikha s-a născut sub numele Victor Dlugacz la 28 aprilie 1929 într-o familie evreiască germanofonă în orașul românesc Rădăuți, în Bucovina. A copilărit la Cernăuți.
Tatăl său, Haim Carol Dlugacz, contabil în serviciul statului, era un om cult, meloman și iubitor de artă, bun cunoscător al culturii germane și al celei latine. El a descoperit că deja înainte de a împlini vârsta de șase ani băiețelul său dovedea înclinații pentru arte plastice. Pentru a i le stimula, s-a străduit să viziteze împreună cu el muzeele și galeriile de artă din București. 
De asemenea a ținut să-l inițieze, între altele, în istoria omenirii și în învățăturile lui Confucius.
Pe la vârsta de 9 ani, copilul a început să deseneze portrete ale celor din jur, mai ales ale membrilor familiei. În perioada scurtei, dar durei dominații sovietice din anii 1940-1941, căzând bolnav de scarlatină, a eșuat, unii ar spune din fericire, planul de a-l trimite la studii de arte frumoase la Moscova, aflată deja de multă vreme la ora terorii staliniste și a realismului socialist.

## Anii de deportare, 1941-1944
După ce în iulie 1941 Cernăuțiul a fost recuperat din mâinile Uniunii Sovietice de către armata română împreună cu trupele germane, în octombrie 1941, la vârsta de 12 ani, viitorul pictor a fost deportat împreună cu părinții și sora sa în Transnistria, conform planurilor   fasciste de nimicire a evreilor din regiunea în care trăiau.
În iarna anului 1942, odată cu alte sute de deportați evrei, familia a fost mânată pe jos spre un alt lagăr în apropierea localității Lucineț. În drum, tatăl a fost crunt bătut de jandarmi care supravegheau convoiul. Cu ultimele forțe, el a fugit împreună cu ai săi și a găsit adăpost temporar într-un tufăriș. La scurt timp după ce au reușit să scape de amenințarea cu cuțitul din partea unui țăran, au fost găzduiți și serviți cu supă caldă de un bătrân, în casa căruia Carol Haim Dlugacz a murit în urma traumatismelor fizice îndurate. Ultimele cuvinte lăsate fiului său au fost "Fii liber!" , mesaj pe care, după mărturia pictorului, acesta s-a străduit să-l urmeze mai târziu, în viața sa personală și artistică.
Mai apoi au fugit spre vest, însă odată ajunşi în orașul Moghilău, pe malul Nistrului, au fost iarăşi prinși. Băiatul a fost luat la muncă forțată într-o topitorie. Pe un caiet primit de la un soldat a încropit un șir de desene care au documentat faptele groaznice la care a fost martor - execuții prin împușcare, cadavre aruncate la groapa comună, un kapo făcând teroare la împărțirea supei etc.
În decembrie 1943 au sosit în lagăr delegați ai Comisiei pentru ajutorarea evreilor din Transnistria (ce ținea teoretic de Centrala Evreilor din România condusă de afaceristul pro-nazist Radu Lecca), având sprijinul Crucii Roșii și permisiunea autorităților române pentru evacuarea a 1400 de copii evrei deportați. Arikha fost eliberat și el, deși nu figura pe listă, purtând numele și documentele altui copil decedat între timp. Apoi, prin mijlocirea organizației de asistență sioniste "Aliyat Hanoar" (traducere aproximativă: "[organizația de] imigrare a tineretului")  la 6 martie 1944 a emigrat, cu identitate falsă, în Palestina, pe atunci aflată sub stăpânire britanică. Desenele sale din lagăr au ajuns și ele, pe căi întortochiate, în posesia Aliyat Hanoar care le-a publicat câțiva ani mai târziu într-un volum. Pictorul a ajuns să le revadă în original abia în anul 1960.

## În Palestina britanică şi Israel
Mama și sora sa, supraviețuind și ele, au emigrat la rândul lor în Palestina. Adolescentul fost cooptat de kibuțul Maale Hahamisha, așezat pe un deal de lângă Ierusalim. A muncit vreme de cinci ani (1944-49) atât în gospodărie, precum și la lucrările anevoioase de amenajare a terenului. În kibutz s-a simțit destul de izolat și deprimat, din cauza diferenței de mentalitate și de preocupări față de cei din jurul său. Însă după trecerea a doi ani de la venirea în țară, a avut satisfacția de a fi primit (în paralel cu continuarea muncilor datorate kibutzului) la Școala de Arte Bezalel din Ierusalim, unde s-a simțit mai în largul său și a studiat cu sârguință între anii 1946-1948. Între dascălii de care s-a apropiat cel mai mult s-au numărat câțiva din discipolii şcolii de arhitectura si design Bauhaus și ai altor academii de arte din Germania, ca de pildă pictorii Mordehai Ardon și Itzhak Isidor Aschheim (1891 - 1968)
La sugestia unuia din profesori și-a adaptat la atmosfera linguistică a locului numele de familie, Dlugacz, ce înseamnă în poloneză „Lungu”, traducându-l in limba aramaică: Arikha (אריכא).
Vremile fiind tulburi, tânărul artist s-a văzut înrolat și antrenat și în cadrul unităților paramilitare din cadrul „Hagana”, destinate apărării așezărilor evreiești în preajma încheierii mandatului britanic asupra Palestinei. La 18 ianuarie 1948, în timpul ostilităților dintre evrei și arabi, luând parte la o misiune de pază a unui convoi, pe colina Kastel, camionul în care se găsea a fost surprins într-o ambuscadă arabă și s-a răsturnat. Doi din pasageri au murit pe loc, iar Arikha, grav rănit la spate și la coaste de gloanțe „dum-dum”, și-a pierdut cunoștința. Nemaipărând în viață, a fost transportat la o morgă. I se pregătise deja un mormânt în kibutz, când o soră, care a trecut din întâmplare pe la camera mortuară, a băgat de seamă că respira și identificându-l după eticheta prinsă de mână, a alertat-o pe sora lui, care era ea însăși asistentă medicală. Aceasta l-a adus la un medic, care a reușit să-l salveze printr-o intervenție chirurgicală. Ulterior, după ce s-a vindecat, a mers să-și contemple uimit mormântul amenajat de membrii kibutzului.

## Studii la Paris
În septembrie 1949 Arikha a plecat pe calea mării la Paris unde cu ajutorul unei burse din partea organizației Aliat Hanoar s-a  înscris la Școala de Arte Frumoase. În paralel, a studiat filozofia la Sorbona, unde s-a perfecționat, între altele, în tehnica frescelor. La Paris a privit cu uimire picturile expuse la Luvru și în alte muzee, cel mai impresionat fiind de Giotto și Uccello; de asemenea a fost emoționat văzând tablourile impresioniștilor în original, chiar dacă până astăzi își exprimă adesea nemulțumirea în legătură cu condițiile expunerii tablourilor în lumina artificială a muzeelor. Mai târziu, prin 1960 a prins o deosebită admirație și pentru creațiile lui Poussin.
La Paris și-a câștigat câțiva prieteni iluștri ca pictorul elvețian Alberto Giacometti și mai ales dramaturgul de origine irlandeză Samuel Beckett, care i-a devenit și mentor, și tovarășul cel mai apropiat.

## Editura „Tarshish” și Moshe Spitzer
Întors în Israel în 1951 după cei trei ani de studii în Franța, Arikha l-a cunoscut pe dr. Moshe Spitzer, de formație academică germană, ilustrator, grafician, editor, colecționar de cărți și tablouri, creator al unor noi caractere tipografice ebraice. Acesta înființase la Ierusalim o editură ebraică destinată publicării de capodopere ale literaturii universale. Moshe Spitzer l-a angajat pe Arikha in ilustrarea a numeroase cărți clasice publicate de editura sa (vezi mai jos Ilustrații).

## Pictor abstract, între Paris și Israel
În anii 1950 Arikha s-a distins ca unul din cei mai proeminenți tineri artiști plastici israelieni, stilul său din vremea aceea fiind calificat adesea drept expresionist abstract. Se apropiase mai ales de curentul cercului "Orizonturi noi" (Ofakim hadashim) și a pictat  tablouri de mari dimensiuni,în nuanțe ale culorii negre. În viziunea sa, culorile serveau un obiectiv dublu - cel de a concretiza materialitatea și în același timp  de a reprezenta misterul lucrurilor.

## Înapoi la arta figurativă
În anul 1965 artistul a încetat brusc să mai picteze pentru a se dedica desenului după natură.
Revenind la pictura în ulei în anul 1973, a început să creeze o serie de portrete, nuduri și naturi moarte de mici dimensiuni care i-au adus notorietatea pe plan internațional.
Între personalitățile pictate au figurat  regina mamă Elisabeth a Angliei,
actrița franceză Catherine Deneuve, prietenul său scriitorul Samuel Beckett, fotograful Henri Cartier-Bresson, primii miniștri Alec Douglas Hume și Pierre Maurois și alții. O mare parte din tablouri o surprind însă pe soția sa Anne în cele mai felurite situații.
Pictorul are două fete din căsătoria în 1961 cu poeta și scriitoarea americană Anne Atik: Alba Arikha, scriitoare, și Noga Arikha, istoric al ideilor. Nașul primei fetițe, Alba, a fost Samuel Beckett.

## Premii și distincții
- 1954   Medalia de aur a Trienalei din Milano
- 1987   Marele Premiu pentru Arte al Primăriei Paris (Grand Prix des Arts de la Ville de Paris)
- 1988   Premiul pentru Arte, Litere și Științe (Prix des Arts, des Lettres et des Sciences)
- 2005   Cavaler al Legiunii de onoare a Republicii Franceze
- Profesor de onoare la Academia de Arte Frumoase a R. P. Chineze
- Doctor honoris causa al Universității Ebraice din Ierusalim

## Ilustrații
la cărțile:
- „Bătrânul și marea”  הזקן והים , de Ernest Hemingway, traducere din engleză de Itzhak Shenhar, editura Am Oved, 1980
- „Nisipuri de aur",  חולות הזהב, nuvele de Binyamin Tamuz. Ed.Merhavia 1949
- „Câine vagabond” כלב חוצות - capitol din romanul „Ieri alaltăieri” de Shay Agnon, Ed,Tarshish, Ierusalim 1960
- „Cântul de iubire și de moarte al stegarului Christof Rilke

” de Rilke,  
משא אהבתו ומיתתו של הקורנט כריסטוף רילקה  
Ed Tarshish, 1953 - premiat la Trienala din Milano în 1954
- „Șarpele de aramă”- נחש הנחושת - versuri de T. Carmi,

Ed. Tarshish, 1961
- „Recolta întâmplătoare” (Safiakh), povestire de Haim Nahman Bialik , Ed. Institutului Bialik 1955 - ilustrată  cu litografii și desene

- schițe după Don Quijote de Cervantes

## Cărțile
- Peinture et regard (Pictură și privire), 1991, Hermann, Editeurs des Sciences et des Arts, 1991,